# (34363) 2000 RT30
2000 RT30 (asteroide 34363) é um asteroide da cintura principal. Possui uma excentricidade de 0.09163970 e uma inclinação de 7.95087º.
Este asteroide foi descoberto no dia 1 de setembro de 2000 por LINEAR em Socorro.